# 沿志奏逢3
『沿志奏逢3』（そうしそうあいスリー）は、日本のバンド・Bank Bandの3枚目のカバー・アルバム。2010年6月30日にトイズファクトリーより発売された。

## 背景
2005年より毎年開催してきた野外音楽フェスティバル『ap bank fes』であったが、2010年は別のイベントを行なうアイデアもありフェスを開催するかどうか決めかねていた。そんな中、Bank Bandのレコーディングがスタートし、櫻井和寿が2009年にラジオで聴いて好きになったというフジファブリックの「若者のすべて」を選曲。バンドで演奏した際に「すごくいいものができた」という実感があり、この曲をフェスでやりたいという思いが『ap bank fes '10』開催へのモチベーションになったという。また、このことがきっかけとなり『ap bank fes '10』ではこれまでに比べ若手のバンドが多く出演するという方向性が生まれ、その傾向が本作にも反映されることとなった。

## 音楽性
本作では「若手アーティストとの“レゾナンス（共鳴）”」というテーマが新たに掲げられている。これまでBank Bandでは主に櫻井和寿より上の世代のアーティストの楽曲をカバーしていたが、今回は櫻井より若い世代のアーティストの楽曲も選曲された。その理由について櫻井は「今の音楽事情に目を向けてみるとですね、大御所と言われる人達が信頼を得て安定した活躍をされてる一方で、『若い人たちがバ－ンと世の中に出ていき辛い状態にもなってるんだなぁ』って思ったわけなんですよ。そして、『そんな今ならそういうものに目を向けても、キチンとした意味があるなぁ』と思って」と語っている。小林武史も「世代を超えた循環のようなものを感じた」とコメントしている。
選曲は前作『沿志奏逢2』、前々作『沿志奏逢』と同様に櫻井が日本のミュージシャンの楽曲の中から行なった。本作で新たにカバーされた楽曲のほか、前作『沿志奏逢2』以降新たにライブで披露されたカバー曲と、Bank Bandの4作目のオリジナル曲である「奏逢 〜Bank Bandのテーマ〜」が収録されている。そのため、前作と同様に完全なカバー・アルバムではない。また、今回はカバー曲がすべて男性アーティストの楽曲となっている。

## リリース
通常盤のみの1形態で発売。紙ジャケット仕様となっている。前作『沿志奏逢2』から約2年半ぶりのアルバムとなった。
本作の収益はap bankの活動資金に充てられる。
2018年6月14日より本作を含むBank Bandの全楽曲のダウンロード配信・サブスクリプション配信がスタートした。

## アートワーク
アートディレクターは森本千絵が担当。小林武史は、本作のジャケットについて「人間が中心なだけじゃない、生き物すべてが繋がっているという、そんな死生観というか、東洋人が根底に持っている思想も感じ取れる」「すべてのことがカテゴライズされないで繋がっているという、その象徴的なものとしてもこのジャケットが在るんだと思う」と語っている。

## 収録曲
- 全編曲：Bank Band / 管編曲：小林武史・山本拓夫 / 弦編曲：小林武史・四家卯大 / プロデュース：小林武史

1. ハートビート [4:31]
  - 作詞：松本素生・河野丈洋 / 作曲：河野丈洋

GOING UNDER GROUNDの楽曲のカバー。
2. ステップ! [4:42]
  - 作詞・作曲：忌野清志郎

RCサクセションの楽曲のカバー。
野外音楽フェスティバル『ap bank fes '09』で披露されていた楽曲。
櫻井がRCサクセションで最も好きな楽曲だという[12]。
3. 若者のすべて [5:06]
  - 作詞・作曲：志村正彦

フジファブリックの楽曲のカバー。
小林曰く、本作の核となった曲[13]。
櫻井は「『この曲の持つ切なさとは何だ?』というのをずっと考えながらレコ－ディングしてました」と語っている[9]。
ベスト・アルバム『沿志奏逢4』にも収録された。
4. 慕情 [4:54]
  - 作詞・作曲：桑田佳祐

サザンオールスターズの楽曲のカバー。
『ap bank fes '09』で披露されていた楽曲。
ベスト・アルバム『沿志奏逢4』に『ap bank fes '09』でのライブ音源が収録された。
5. 明日のために靴を磨こう [4:20]
  - 作詞・作曲：山口洋

ヒートウェイヴの楽曲のカバー。
『ap bank fes '09』で披露されていた楽曲。
6. 緑の街 [4:44]
  - 作詞・作曲：小田和正

小田和正の楽曲のカバー。
『ap bank fes '08』で披露されていた楽曲。
『ap bank fes '11 Fund for Japan』ではゲストの小田本人と共に演奏され、その模様は同ライブDVDにも収録されている。
ベスト・アルバム『沿志奏逢4』に『ap bank fes '08』でのライブ音源が収録された。
7. 月夜のハイウェイドライブ [5:51]
  - 作詞・作曲：仲井戸麗市

仲井戸麗市の楽曲のカバー。
8. Drifter [5:23]
  - 作詞・作曲：堀込高樹

キリンジの楽曲のカバー。
ベスト・アルバム『沿志奏逢4』に『Reborn-Art Festival 2017 × ap bank fes』でのライブ音源が収録された。
9. 有心論 [4:39]
  - 作詞・作曲：野田洋次郎

RADWIMPSの楽曲のカバー。
10. Reborn [6:31]
  - 作詞・作曲：五十嵐隆

Syrup 16gの楽曲のカバー。
ベスト・アルバム『沿志奏逢4』に『Reborn-Art Festival 2017 × ap bank fes』でのライブ音源が収録された。
11. 奏逢 〜Bank Bandのテーマ〜 [5:30]
  - 作詞：櫻井和寿 / 作曲：小林武史・櫻井和寿

3rd配信限定シングル。初CD化。
(Studio Live Ver.) が外されているが、音源はシングルと同一のもの。

## 参加ミュージシャン
- Bank Band
  - 櫻井和寿：Vocal & Guitar
  - 小林武史：Keyboards
  - 河村“カースケ”智康：Drums
  - 亀田誠治：Bass
  - 小倉博和：Guitar
  - 山本拓夫：Saxophone & Flute (#1, #2, #4 - #6, #8, #11)
  - 西村浩二：Trumpet & Flugelhorn (#2, #5, #6, #8, #11)
  - 藤井珠緒：Percussion (#2, #4, #5, #6, #11)
  - 四家卯大：Cello (#1, #2, #4 - #6, #8, #10, #11)
  - 沖祥子：Violin (#1, #2, #4 - #6, #8, #10, #11)
  - 田島朗子：Violin (#2, #6, #10, #11)
  - 菊地幹代：Viola (#11)
  - 四家卯大ストリングス：Strings (#1, #2, #4 - #6, #8, #10, #11)
  - イシイモモコ：Chorus (#1 - #6, #8, #10, #11)
  - 登坂亮太：Chorus (#1 - #6, #8, #10, #11)

## ライブ映像作品
| 曲名                       | 作品名                                                                    |
| -------------------------- | ------------------------------------------------------------------------- |
| ハートビート               | ap bank fes '10                                                           |
| ハートビート               | ap bank fes '11 Fund for Japan                                            |
| ステップ!                  | ap bank fes '09                                                           |
| ステップ!                  | ap bank fes '10                                                           |
| 若者のすべて               | ap bank fes '10                                                           |
| 若者のすべて               | ap bank fes '11 Fund for Japan                                            |
| 慕情                       | ap bank fes '09                                                           |
| 明日のために靴を磨こう     | ap bank fes '09                                                           |
| 緑の街                     | ap bank fes '08                                                           |
| Drifter                    | ap bank fes '11 Fund for Japan                                            |
| 有心論                     | ap bank fes '10                                                           |
| Reborn                     | ap bank fes '10                                                           |
| 奏逢 〜Bank Bandのテーマ〜 | →「 奏逢 〜Bank Bandのテーマ〜 (Studio Live Ver.)#ライブ映像作品 」を参照 |